# ꬷ
Cette page contient des caractères spéciaux ou non latins. S’ils s’affichent mal (▯, ?, etc.), consultez la page d’aide Unicode.
ꬷ (uniquement en minuscule), appelé l s couché réfléchi médian, est une lettre additionnelle de l’alphabet latin qui est utilisée dans la transcription phonétique de dialectologie allemande.

## Représentations informatiques
Le l s couché réfléchi médian peut être représenté avec les caractères Unicode (Latin étendu E) suivants :
| formes    | représentations | chaînes de caractères | points de code | descriptions                                       |
| --------- | --------------- | --------------------- | -------------- | -------------------------------------------------- |
| minuscule | ꬷ               | ꬷ                     | U+AB37         | lettre minuscule latine l s couché réfléchi médian |